# Leonor Martínez Villada
Leonor María Martínez Villada (nascida a 5 de junho de 1950) é uma política argentina que tem servido como Deputada Nacional eleita em Córdoba desde 2015. Ela é membro da Coligação Cívica ARI.
Martínez Villada tornou-se politicamente activa no Movimiento Humanista de Resistencia y Construcción, liderado por Héctor "Toty" Flores, organizado dentro da Coligação Cívica ARI. Ela concorreu a uma cadeira na Câmara dos Deputados nas eleições legislativas de 2015, como a quarta candidata na lista do Juntos por el Cambio na província de Córdoba. A lista ficou em primeiro lugar nas eleições gerais com 49,83% dos votos, e Martínez Villada foi eleita. Martínez Villada foi reeleita mais tarde nas eleições legislativas de 2019, novamente ocupando o quarto lugar na lista do Juntos por el Cambio.
Como deputada, Martínez Villada integrou as comissões parlamentares de Acção Social e Saúde Pública, Comunicações, Recursos Naturais, Direitos e Garantias Humanos, Cooperativas e ONGs, Mulheres e Diversidade e Legislação Trabalhista. Ela opôs-se à legalização do aborto na Argentina, votando contra os dois projectos de Interrupção Voluntária da Gravidez aprovados na Câmara, em 2018 e 2020.